# 太湖號驅逐艦
太湖號護航驅逐艦（舷號：DE-25）是中華民國海軍的一艘太字號驅逐艦，前身是美國海軍的坎農級護航驅逐艦布里曼號（USS Breeman (DE-104)）。

## 艦歷

### 美國海軍
該艦以海軍水手喬治·布里曼 (George Breeman)命名，他因在奇爾沙治號戰艦( BB-5)砲塔爆炸事件中表現出的非凡英雄行為而被授予榮譽勳章。
Breeman (DE-104) 於 1943 年 3 月 20 日在特拉華州威爾明頓的Dravo Corporation造船廠安置龍骨；1943 年 9 月 4 日下水，由已故布里曼上尉的侄女瑪麗·布里曼·謝爾蓋爾夫人擲瓶，並於 1943 年 12 月 12 日服役。
1944 年 1 月 11 日，她開始了前往百慕達周圍海域的試航。於 2 月 1 日完成訓練。2 月 16 日，布里曼作為第 48 護航分隊 (CortDiv) 的一員從切薩皮克灣出發。在隨後的日子裡，布里曼號和其它同級艦在大西洋執行護航任務和獵殺潛艇的任務，也負責載運各種物資直到二戰結束。
布里曼號於 1946 年 4 月 26 日退役，停泊在大西洋預備艦隊綠灣泉群中。

### 中華民國海軍
接艦官兵於1948年（民國37年）8月1日從上海出發赴美接艦。布里曼號改名為太湖軍艦，在維修艦體及官兵訓練後，於1949年（民國38年）4月啟程返國，途經夏威夷於5月13日返抵高雄左營基地。首任艦長江叔安上校。
1953年（民國42年）8月17日至26日，馬紀壯海軍少將率領丹陽艦、本艦及太昭艦至菲律賓馬尼拉訪問。
1954年（民國43年）5月11日，本艦與丹陽艦及太倉艦，截捕波蘭籍高德瓦號貨輪。
1955年（民國44年）2月，本艦與其它同級艦參與大陳島撤退。
1955年（民國44年）2月18日，與同級艦在台山列島阻擊解放軍炮艇及登陸艇，為台山列島海戰。
1958年（民國47年）八二三砲戰期間，本艦掩護「鴻運計劃」補給艦及登陸艦向金門運補。
因艦體老舊及武器裝備不符需求，本艦於1975年（民國64年）5月11日除役。